# Sport de iarnă
Sporturile de iarnă sunt sporturile care se practică în condițiile anotimpului rece de iarnă. De sporturile de iarnă aparțin:

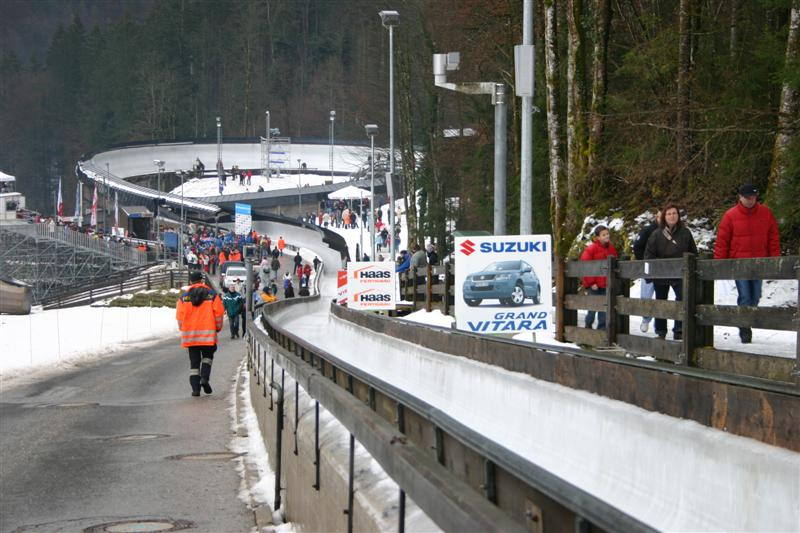
Pistă artificială de gheață

- Bandyul
- Biatlonul
- Bobul
- Hocheiul pe gheață
- Patinajul
- Sania
- Sărituri cu schiurile
- Schiul alpin
- Skeletonul
- Snowboardul